# 语C
语C，又称语cos、语言cos、语言cosplay，是一种用纯文字进行的角色扮演活动，通过文字描写来叙述特定的背景故事，描述人物动作和心理活动，并与其他玩家互动。语C也是一种由二次元文化衍生的亚文化。

## 历史
语C资深玩家辰子安称，语C起源于跑团游戏，后演变为只依赖文字的角色扮演游戏。从2004年开始，语C就已经在QQ、贴吧等平台上，以角色扮演的形式出现，但直到2015年，它仍仅限于在玩家群体内流行。2015年之前，语C玩家总数在10万左右。2015年，二次元文化进入大众视野，诸多以语C为卖点的软件随之出现。但到2017年，除“名人朋友圈”外，大部分语C软件都已销声匿迹。

## 内容
不同于Cosplay通过外表装扮来还原ACG作品中的人物，语C通过模仿人物语言风格，以第一人称进行文字描写，来营造虚拟世界中的人物形象。语C玩法分为原创和同人两种，前者先设定创作内容和背景故事，再招募有兴趣加入的玩家加入，从零开始进行角色扮演和故事创作；后者是利用现有作品中的故事梗概和人物特征模仿作品中的角色行为，进行剧情演绎等网络活动。语C的核心领域有BL、宫斗、欧美、动漫、玄幻等，与流行的网络文学风格大体相似。语C作为众创文学，内容走向具有不可控性，这也是其受欢迎的原因之一。从商业价值来看，语C玩家产生的内容虽有价值，但失之零散，创作门槛和难度也很高，使得变现极为困难。

## 玩家
郑博瀚认为，语C玩家在二次元群体中具有极端的代表性。他们不仅需要了解二次元世界的内容，还要进行角色扮演，在这个世界观中创造新身份。语C玩家主要处于初高中阶段，表达和社交需求强烈，消费水平高，以00后、05后女性为主，通常集中在明星粉丝和二次元群体中，主要活动场所为百度贴吧和QQ群。语C玩家的创作热情较为丰富，爱好也比较持久。严格遵循语C规则的语C玩家群体，和试图通过角色扮演的形式进行社交活动的爱好者群体分化严重，常常难以互相理解甚至产生矛盾。

## 用语
- “扩列”，意为“扩充好友列表”，即寻找合适的圈子和同好[2]。[註 1]
- “皮”，指选择扮演的角色[3][10]。
- “对戏”，指用所扮演角色的语气与其他角色进行大段对话，较为耗费时间精力，是语C最主要的玩法[3]。
- “崩皮”，指作出与角色身份不符的行为，通常不受欢迎[3]。
- “句戏”，指以角色的身份一句一句地与其他角色交流[3]。
- “下皮聊天”，指抛开角色扮演的身份，用现实身份进行交流[3]。

## 评价
“名人朋友圈”COO张宏宇认为，语C形式符合年轻人的喜好，也降低了社交破冰的难度，其虚拟性可以防止社交中的尴尬场面。中国传媒大学研究者陈铄认为，语C文化遇到的主要困难有APP普及度不高以至于无法从QQ群引流老用户、色情文化侵蚀与玩家容易沉迷等。

## 产品
语C主要的内容众创产品有语戏、名人朋友圈、闪聊、语C圈等。语C类产品的主要特点有剧本可二次创作、匿名性、完全依赖线上文字演绎、角色扮演四种。

### 语戏
2015年7月28日，语戏开启公测。其创始团队中包含了资深玩家陈安琪，产品定位为“用语言cos另一个自己”，广告语为“用文字创造属于自己的二次元世界”。于2016年孵化了直播互动剧《咖啡喵星人》和漫画《幸运喵咖啡》。在直播剧和漫画的变现尝试失败之后，语戏团队主要变现模式转为依托三次元品牌进行二次元创作，再将品牌推销给二次元爱好者。

### 名人朋友圈
“名人朋友圈”广告语为“用语言cos次元世界另一种人生”，其创始人朱毅致力于推广语C文化。这款软件降低了语C被普通玩家接受的门槛，并因更改了很多语C的规则，而不受很多老玩家的欢迎，这些玩家认为其抹去了语C中最基础的东西。另一方面，不熟悉语C但希望用其进行社交的年轻人对其较为欢迎。2017年，这款软件已经拥有逾200万名用户。2018年一年内，研究者称其用户数量上涨了三十倍。

## 亚文化意义
语C文化具有匿名社交和二次创作的特性。语C爱好者在庞大的爱好者群体中使用平等的虚拟身份，消除了与性别、年龄有关的束缚与偏见，依托语言艺术构建了一个新的自我形象，并因遵循亚文化群体内部的独特规范，而获得满足感和群体认同感、归属感。